# Chris Craft
Christopher Adrian „Chris“ Craft (* 17. November 1939 in Porthleven; † 20. Februar 2021 in Chigwell) war ein britischer Automobilrennfahrer.

## Karriere
Chris Craft machte in erster Linie als Langstreckenpilot Karriere. Als Partner seines Landsmanns Alain de Cadenet startete er mehrmals beim 24-Stunden-Rennen von Le Mans. In den Jahren zwischen 1971 und 1984 war er insgesamt 14-mal im Département Sarthe am Start. Er schaffte drei Top-Ten-Platzierungen und wurde 1976 gemeinsam mit de Cadenet in einem De-Cadenet-Lola T380 Dritter.
Aus dem Jahre 1971 stammt sein einziger Auftritt in der Formel-1-Weltmeisterschaft. Beim Großen Preis der USA, ausgetragen am 3. Oktober 1971 in Watkins Glen, pilotierte er einen Brabham BT33-Cosworth der Ecurie Evergreen. Craft schied allerdings in der dreißigsten Runde mit einem Schaden an der Aufhängung aus.
1991 gründeten Craft und Gordon Murray die Light Car Company, ein Unternehmen, das ein Leichtbaufahrzeug produzierte. Die offene, türlose Karosserie bot Platz für zwei Personen. 1998 endete die Produktion. Insgesamt entstanden 55 Fahrzeuge.
Er starb im Februar 2021.

## Statistik

### Le-Mans-Ergebnisse
| Jahr | Team                       | Fahrzeug             | Teamkollege      | Teamkollege  | Platzierung | Ausfallgrund     |
| ---- | -------------------------- | -------------------- | ---------------- | ------------ | ----------- | ---------------- |
| 1971 | David Piper Autorace       | Ferrari 512M         | David Weir       |              | Rang 4      |                  |
| 1972 | Duckham’s Oil Motor Racing | Duckhams LM          | Alain de Cadenet |              | Rang 12     |                  |
| 1973 | Duckham’s Oil              | Duckhams LM          | Alain de Cadenet |              | Ausfall     | Kupplungsschaden |
| 1974 | Alain de Cadenet           | De Cadenet LM        | John Nicholson   |              | Ausfall     | Unfall           |
| 1975 | Alain de Cadenet           | De Cadenet-Lola T380 | Alain de Cadenet |              | Rang 14     |                  |
| 1976 | Alain de Cadenet           | De Cadenet-Lola T380 | Alain de Cadenet |              | Rang 3      |                  |
| 1977 | Alain de Cadenet           | De Cadenet LM        | Alain de Cadenet |              | Rang 5      |                  |
| 1978 | Alain de Cadenet           | De Cadenet LM        | Alain de Cadenet |              | Rang 15     |                  |
| 1979 | Dome Co. Ltd.              | Dome Zero RL         | Gordon Spice     | Tony Trimmer | Ausfall     | Benzinpumpe      |
| 1980 | Dome Co. Ltd.              | Dome RL80            | Bob Evans        |              | Rang 25     |                  |
| 1981 | Dome Co. Ltd.              | Dome RL81            | Bob Evans        |              | Ausfall     | Ventilschaden    |
| 1982 | Dome Co. Ltd.              | Dome RC82            | Eliseo Salazar   |              | Ausfall     | Aufhängung       |
| 1983 | Dome Racing                | March RC82           | Eliseo Salazar   | Nick Mason   | Ausfall     | Kupplungsschaden |
| 1984 | Charles Ivey Racing        | Porsche 956          | Alain de Cadenet | Allan Grice  | Ausfall     | Motorschaden     |

### Einzelergebnisse in der Sportwagen-Weltmeisterschaft
| Saison | Team                                       | Rennwagen                         | 1   | 2   | 3   | 4   | 5   | 6   | 7   | 8   | 9   | 10  | 11  | 12  | 13  | 14  | 15  | 16  | 17  |
| ------ | ------------------------------------------ | --------------------------------- | --- | --- | --- | --- | --- | --- | --- | --- | --- | --- | --- | --- | --- | --- | --- | --- | --- |
| 1968   | Tech-Speed Racing                          | Chevron B8                        | DAY | SEB | BRH | MON | TAR | NÜR | SPA | WAT | ZEL | LEM |     |     |     |     |     |     |     |
| 1968   | Tech-Speed Racing                          | Chevron B8                        |     |     | DNF |     |     |     |     |     |     |     |     |     |     |     |     |     |     |
| 1969   | Tech-Speed Racing                          | Lola T70                          | DAY | SEB | BRH | MON | TAR | SPA | NÜR | LEM | WAT | ZEL |     |     |     |     |     |     |     |
| 1969   | Tech-Speed Racing                          | Lola T70                          |     |     | 8   | DNF |     |     |     |     |     |     |     |     |     |     |     |     |     |
| 1970   | Ecurie Evergreen                           | McLaren M8                        | DAY | SEB | BRH | MON | TAR | SPA | NÜR | LEM | WAT | ZEL |     |     |     |     |     |     |     |
| 1970   | Ecurie Evergreen                           | McLaren M8                        | DNF |     |     |     |     |     |     |     |     |     |     |     |     |     |     |     |     |
| 1971   | Ecurie Evergreen David Piper               | McLaren M8 Ferrari 512S           | BUA | DAY | SEB | BRH | MON | SPA | TAR | NÜR | LEM | ZEL | WAT |     |     |     |     |     |     |
| 1971   | Ecurie Evergreen David Piper               | McLaren M8 Ferrari 512S           | 9   |     |     |     |     |     |     |     | 4   |     |     |     |     |     |     |     |     |
| 1972   | Ecurie Bonnier Canon Racing Duckham Racing | Lola T280 Chevron B21 Duckhams LM | BUA | DAY | SEB | BRH | MON | SPA | TAR | NÜR | LEM | ZEL | WAT |     |     |     |     |     |     |
| 1972   | Ecurie Bonnier Canon Racing Duckham Racing | Lola T280 Chevron B21 Duckhams LM | 7   | DNF |     | DNF |     |     |     | DNF | 12  |     |     |     |     |     |     |     |     |
| 1973   | Duckham Racing                             | Duckhams LM                       | DAY | VAL | DIJ | MON | SPA | TAR | NÜR | LEM | ZEL | WAT |     |     |     |     |     |     |     |
| 1973   | Duckham Racing                             | Duckhams LM                       |     |     |     |     | DNF |     |     |     |     |     |     |     |     |     |     |     |     |
| 1974   | Alain de Cadenet                           | De Cadenet LM                     | MON | SPA | NÜR | IMO | LEM | ZEL | WAT | LEC | BRH | KYA |     |     |     |     |     |     |     |
| 1974   | Alain de Cadenet                           | De Cadenet LM                     |     | DNF |     |     |     |     |     |     |     |     |     |     |     |     |     |     |     |
| 1977   | Hammonds Sauce Gordon Spice Lola Cars      | Ford Capri Lola T296              | DAY | MUG | DIJ | MON | SIL | NÜR | VAL | PER | WAT | EST | LEC | MOS | IMO | SAL | BRH | HOK | VAL |
| 1977   | Hammonds Sauce Gordon Spice Lola Cars      | Ford Capri Lola T296              |     |     |     |     | 19  | 23  |     |     |     | 4   |     |     |     |     |     |     |     |
| 1978   | Alain de Cadenet                           | De Cadenet LM                     | DAY | SEB | MUG | TAL | DIJ | SIL | NÜR | LEM | MIS | DAY | WAT | VAL | ROD |     |     |     |     |
| 1978   | Alain de Cadenet                           | De Cadenet LM                     |     |     |     |     | 15  |     |     |     |     |     |     |     |     |     |     |     |     |
| 1979   | Dome Gordon Spice Racing                   | Dome Zero RL Ford Capri           | DAY | SEB | MUG | TAL | DIJ | RIV | SIL | NÜR | LEM | PER | DAY | WAT | SPA | BRH | ROA | VAL | ELS |
| 1979   | Dome Gordon Spice Racing                   | Dome Zero RL Ford Capri           |     |     |     |     |     |     | 11  |     | DNF |     |     |     | 4   |     |     |     |     |
| 1980   | Rosso Ltd. Dome                            | Ferrari 512 BB Dome RL80          | DAY | BRH | SEB | MUG | MON | RIV | SIL | NÜR | LEM | DAY | WAT | SPA | MOS | ROA | VAL | DIJ |     |
| 1980   | Rosso Ltd. Dome                            | Ferrari 512 BB Dome RL80          |     |     |     |     |     |     | 7   |     | 25  |     |     |     |     |     |     |     |     |
| 1981   | Dome Emka Productions                      | Dome RL81 BMW M1                  | DAY | SEB | MUG | MON | RIV | SIL | NÜR | LEM | PER | DAY | WAT | SPA | MOS | ROA | BRH |     |     |
| 1981   | Dome Emka Productions                      | Dome RL81 BMW M1                  |     |     |     |     |     |     |     | DNF |     |     |     |     |     |     | 3   |     |     |
| 1982   | Dome                                       | Dome RC82                         | MON | SIL | NÜR | LEM | SPA | MUG | FUJ | BRH |     |     |     |     |     |     |     |     |     |
| 1982   | Dome                                       | Dome RC82                         |     | DNF |     | DNF |     |     |     |     |     |     |     |     |     |     |     |     |     |
| 1983   | Dome                                       | March RC82                        | MON | SIL | NÜR | LEM | SPA | FUJ | KYA |     |     |     |     |     |     |     |     |     |     |
| 1983   | Dome                                       | March RC82                        | DNF |     |     |     |     |     |     |     |     |     |     |     |     |     |     |     |     |
| 1984   | Ivey Racing                                | Porsche 956                       | MON | SIL | LEM | NÜR | BRH | MOS | SPA | IMO | FUJ | KYA | SAN |     |     |     |     |     |     |
| 1984   | Ivey Racing                                | Porsche 956                       | DNF |     |     |     |     |     |     |     |     |     |     |     |     |     |     |     |     |